# Birnbaum von Drahovice

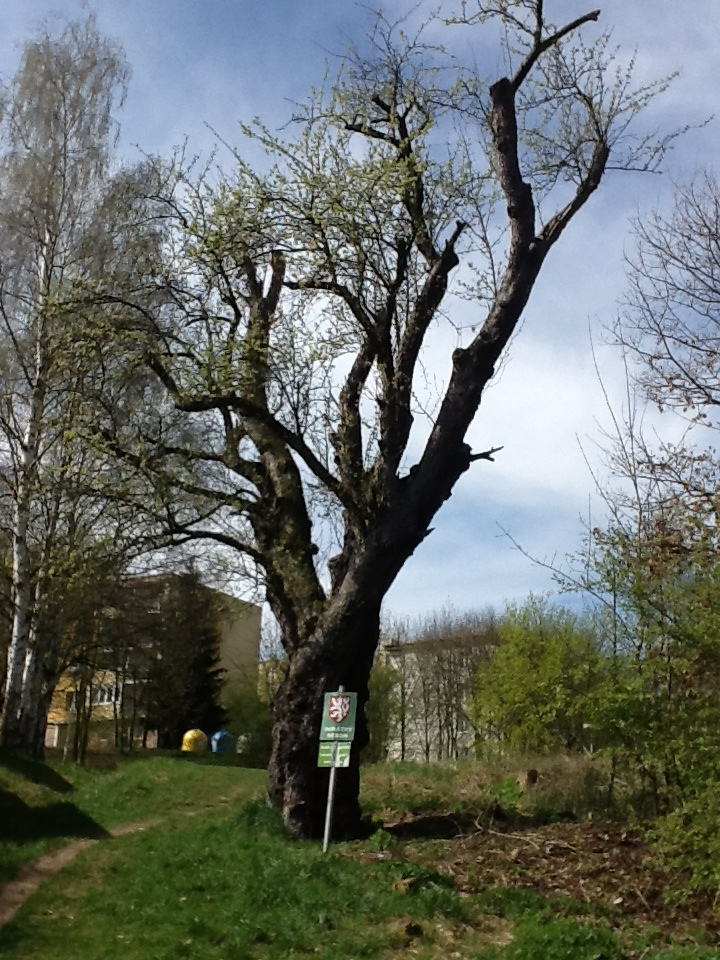
Der Birnbaum von Drahovice 2014 als Naturdenkmal

Der Birnbaum von Drahovice, tschechisch Hrušeň v Drahovicích, ist ein markantes Baumexemplar einer Wildbirne (Pyrus pyraster) im Ortsteil Drahovice von Karlsbad in Tschechien. Der Birnbaum ist etwa 250 bis 280 Jahre alt und hat einen Stammumfang von 370 cm. Die Wildbirne ist seit 2009 ein Naturdenkmal und wurde im Jahr 2010 beschnitten. Sie steht auf 50° 14′ 3,6″ N, 12° 53′ 37,5″ O.

## Geschichte und Symbolik
Im Jahr 1944 wurde der Baum von zwei Bomben getroffen und erholte sich von den Brandwunden erst in den 1970er Jahren. Im Jahr 1945 hissten tschechische Nationalisten eine Flagge am Baum. Im gleichen Jahr wurden unter dem Baum zwei Sudetendeutsche erschlagen. In den 1960er Jahren fanden unter dem Baum einige Feiern und Geburtstage statt. Als im Jahr 1969 ein Ast abbrach, sollte der Birnbaum ein Jahr später gefällt werden; jedoch sah man von diesem Vorhaben aufgrund des Protests der Anwohner ab.

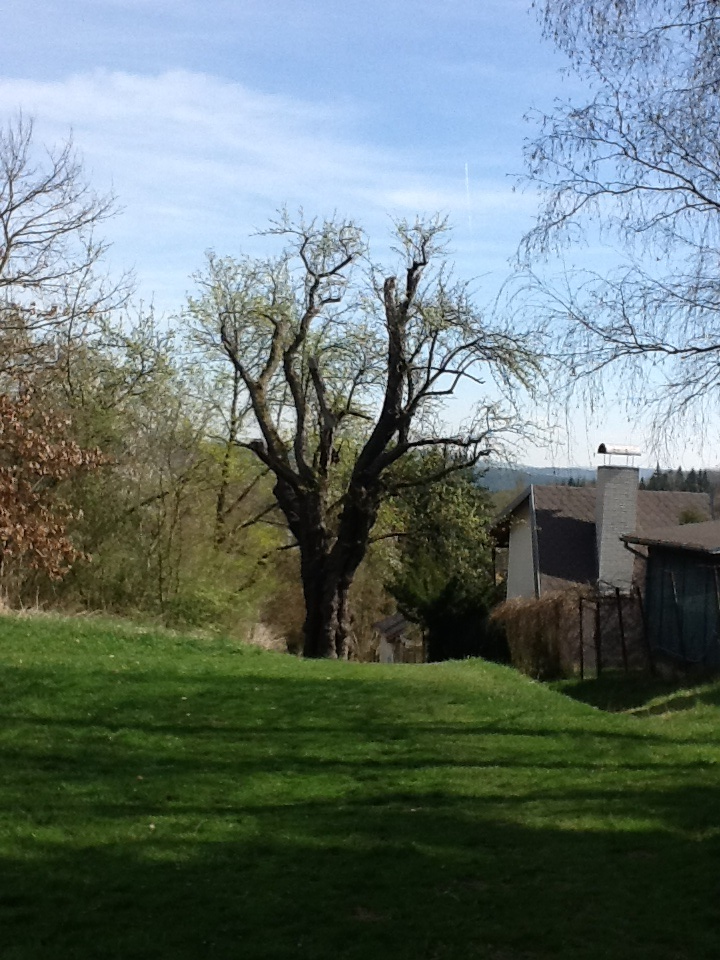
Der Birnbaum von Norden
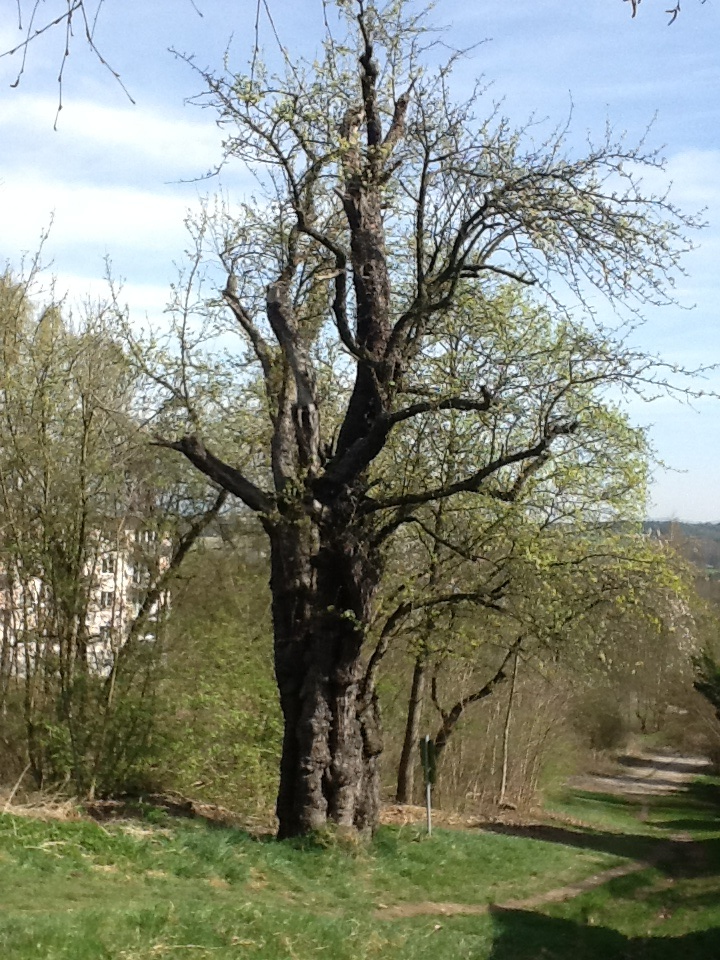
Ansicht von Nordost
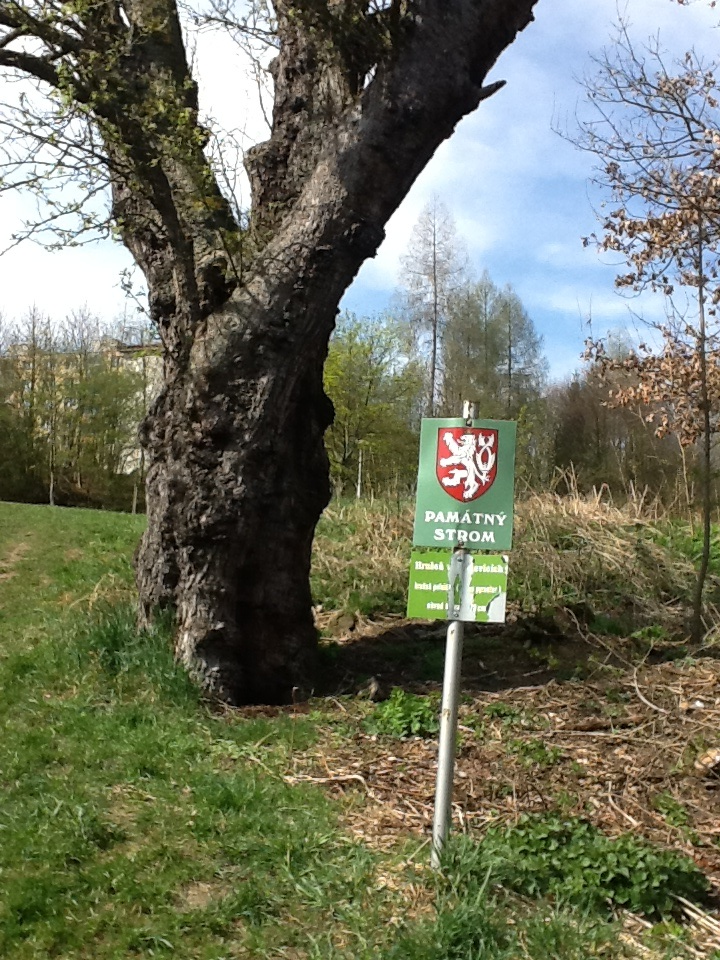
Der Stamm von Süden
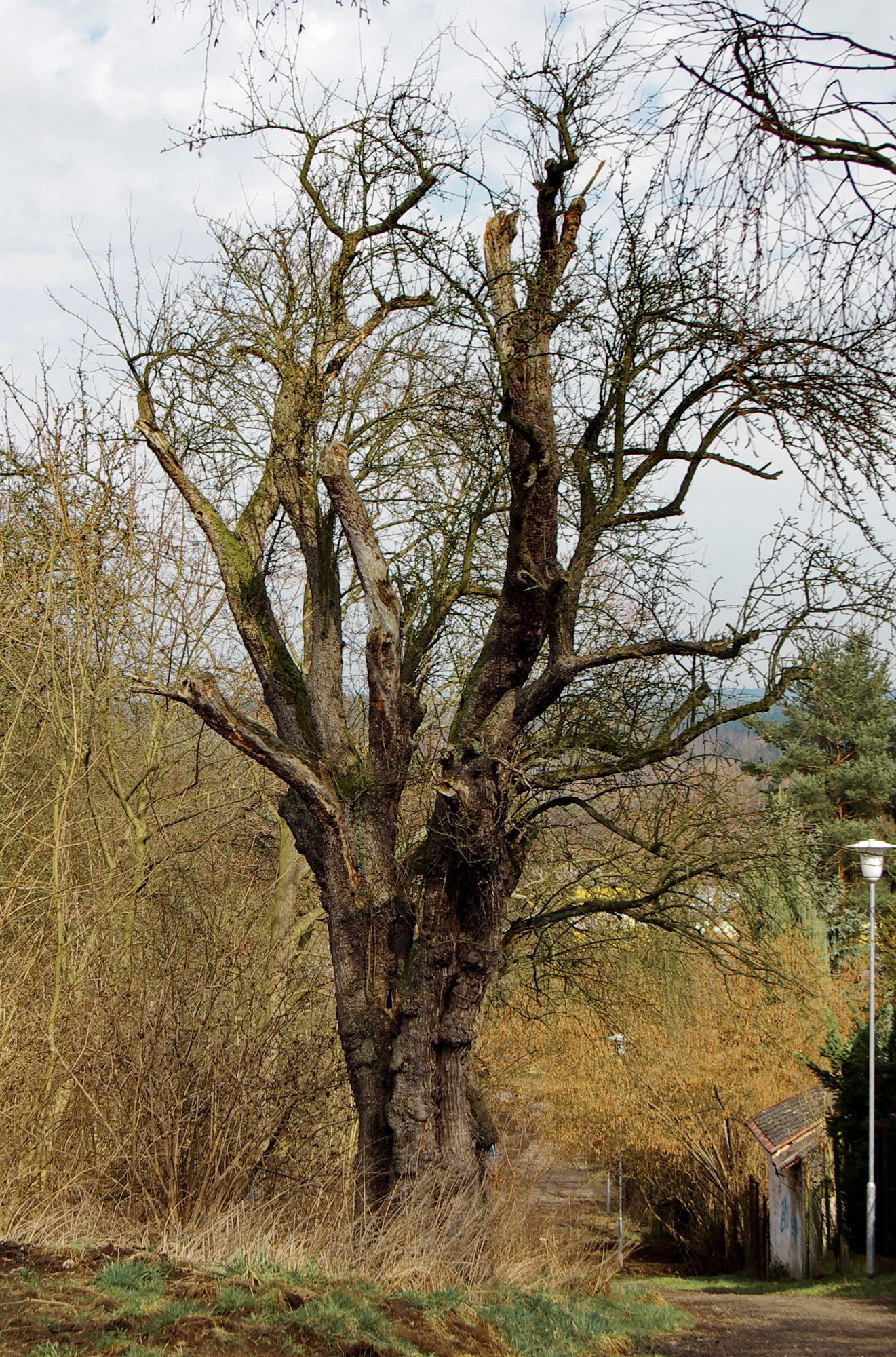
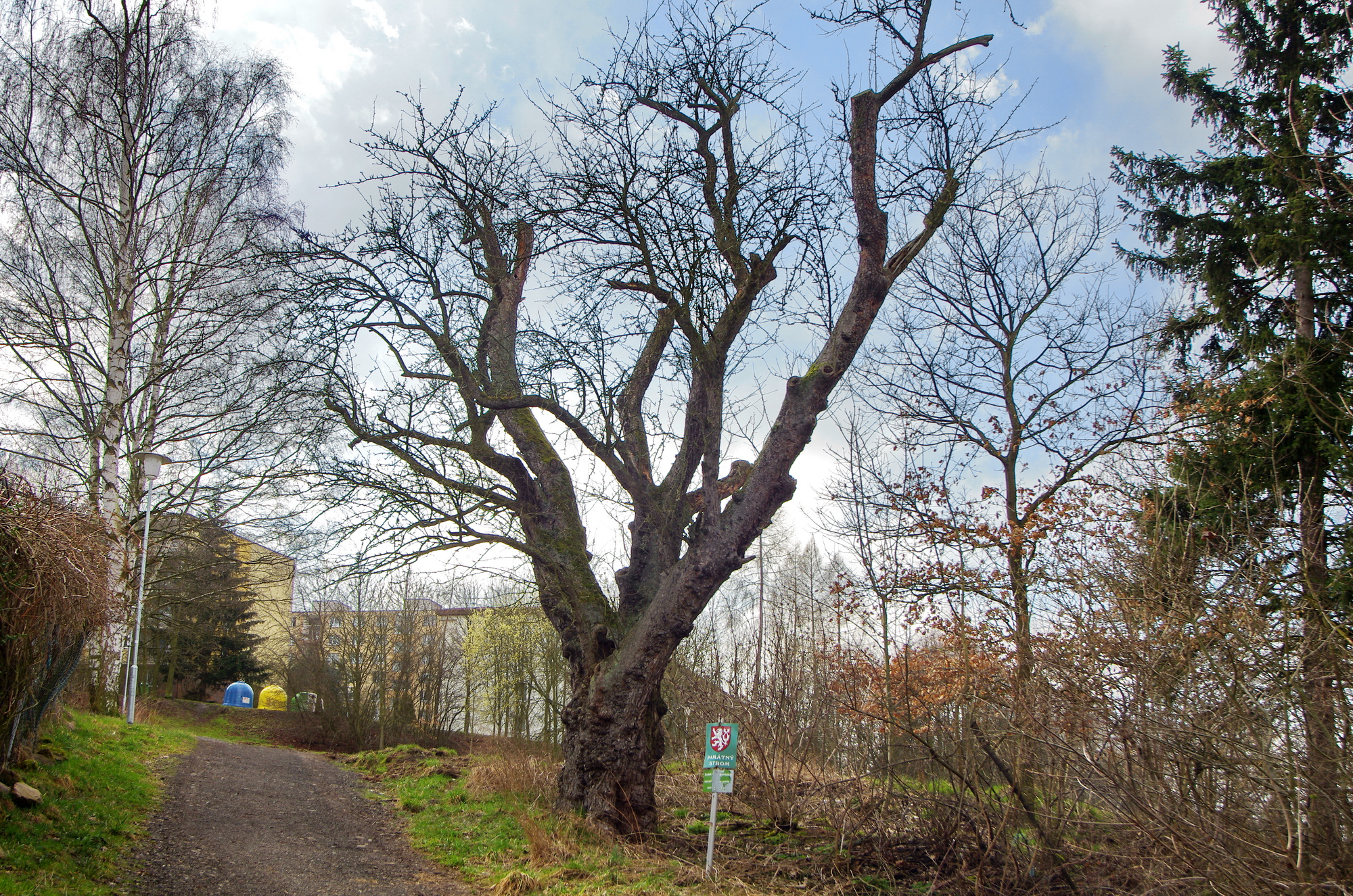